# Atletismo nos Jogos Olímpicos de Verão de 1932
Nos Jogos Olímpicos de Verão de 1932 em Los Angeles, 29 provas de atletismo foram realizadas. 23 para homens e 6 para mulheres. Pela primeira vez na história, os 50 quilômetros de marcha atlética foi disputado em Olimpíadas. Eventos femininos foram incluídos pela segunda vez, com destaque para o lançamento do disco que fez a primeira aparição entre as mulheres.

## Medalhistas
Masculino
| Evento                         | Ouro                                                                     | Prata                                                                         | Bronze                                                                          |
| ------------------------------ | ------------------------------------------------------------------------ | ----------------------------------------------------------------------------- | ------------------------------------------------------------------------------- |
| 100 metros detalhes            | Eddie Tolan USA Estados Unidos                                           | Ralph Metcalfe USA Estados Unidos                                             | Arthur Jonath GER Alemanha                                                      |
| 200 metros detalhes            | Eddie Tolan USA Estados Unidos                                           | George Simpson USA Estados Unidos                                             | Ralph Metcalfe USA Estados Unidos                                               |
| 400 metros detalhes            | Bill Carr USA Estados Unidos                                             | Ben Eastman USA Estados Unidos                                                | Alexander Wilson CAN Canadá                                                     |
| 800 metros detalhes            | Thomas Hampson GBR Grã-Bretanha                                          | Alexander Wilson CAN Canadá                                                   | Phil Edwards CAN Canadá                                                         |
| 1500 metros detalhes           | Luigi Beccali ITA Itália                                                 | Jerry Cornes GBR Grã-Bretanha                                                 | Phil Edwards CAN Canadá                                                         |
| 5000 metros detalhes           | Lauri Lehtinen FIN Finlândia                                             | Ralph Hill USA Estados Unidos                                                 | Lauri Virtanen FIN Finlândia                                                    |
| 10000 metros detalhes          | Janusz Kusociński POL Polônia                                            | Volmari Iso-Hollo FIN Finlândia                                               | Lauri Virtanen FIN Finlândia                                                    |
| 110 m com barreiras detalhes   | George Saling USA Estados Unidos                                         | Percy Beard USA Estados Unidos                                                | Donald Finlay GBR Grã-Bretanha                                                  |
| 400 m com barreiras detalhes   | Bob Tisdall IRL Irlanda                                                  | Glenn Hardin USA Estados Unidos                                               | Morgan Taylor USA Estados Unidos                                                |
| 3000 m com obstáculos detalhes | Volmari Iso-Hollo FIN Finlândia                                          | Thomas Evenson GBR Grã-Bretanha                                               | Joe McCluskey USA Estados Unidos                                                |
| Revezamento 4x100 m detalhes   | Robert Kiesel Hector Dyer Emmett Toppino Frank Wykoff USA Estados Unidos | Friedrich Hendrix Erich Borchmeyer Arthur Jonath Helmut Körnig GER Alemanha   | Giuseppe Castelli Gabriele Salviati Ruggero Maregatti Edgardo Toetti ITA Itália |
| Revezamento 4x400 m detalhes   | Ivan Fuqua Edgar Ablowich Karl Warner Bill Carr USA Estados Unidos       | Crew Stoneley Thomas Hampson David Burghley Godfrey Rampling GBR Grã-Bretanha | James Ball Ray Lewis Phil Edwards Alexander Wilson CAN Canadá                   |
| Maratona detalhes              | Juan Carlos Zabala ARG Argentina                                         | Samuel Ferris GBR Grã-Bretanha                                                | Armas Toivonen FIN Finlândia                                                    |
| Marcha atlética 50 km detalhes | Thomas Green GBR Grã-Bretanha                                            | Jānis Daliņš LAT Letônia                                                      | Ugo Frigerio ITA Itália                                                         |
| Salto em altura detalhes       | Duncan McNaughton CAN Canadá                                             | Robert van Osdel USA Estados Unidos                                           | Simeon Toribio PHI Filipinas                                                    |
| Salto com vara detalhes        | William Miller USA Estados Unidos                                        | Shuhei Nishida JPN Japão                                                      | George Jefferson USA Estados Unidos                                             |
| Salto em distância detalhes    | Ed Gordon USA Estados Unidos                                             | Lambert Redd USA Estados Unidos                                               | Chuhei Nambu JPN Japão                                                          |
| Salto triplo detalhes          | Chuhei Nambu JPN Japão                                                   | Erik Svensson SWE Suécia                                                      | Kenkichi Oshima JPN Japão                                                       |
| Arremesso de peso detalhes     | Leo Sexton USA Estados Unidos                                            | Harlow Rothert USA Estados Unidos                                             | František Douda TCH Checoslováquia                                              |
| Lançamento de dardo detalhes   | Matti Järvinen FIN Finlândia                                             | Matti Sippala FIN Finlândia                                                   | Eino Penttilä FIN Finlândia                                                     |
| Lançamento de disco detalhes   | John Anderson USA Estados Unidos                                         | Henri LaBorde USA Estados Unidos                                              | Paul Winter FRA França                                                          |
| Lançamento de martelo detalhes | Pat O'Callaghan IRL Irlanda                                              | Ville Pörhölä FIN Finlândia                                                   | Peter Zaremba USA Estados Unidos                                                |
| Decatlo detalhes               | James Bausch USA Estados Unidos                                          | Akilles Järvinen FIN Finlândia                                                | Wolrad Eberle GER Alemanha                                                      |

Feminino
| Evento                       | Ouro                                                                              | Prata                                                              | Bronze                                                                        |
| ---------------------------- | --------------------------------------------------------------------------------- | ------------------------------------------------------------------ | ----------------------------------------------------------------------------- |
| 100 metros detalhes          | Stanisława Walasiewicz POL Polônia                                                | Hilda Strike CAN Canadá                                            | Wilhelmina von Bremen USA Estados Unidos                                      |
| 80 m com barreiras detalhes  | Babe Didrikson USA Estados Unidos                                                 | Evelyne Hall USA Estados Unidos                                    | Marjorie Clark RSA África do Sul                                              |
| Revezamento 4x100 m detalhes | Mary Carew Evelyn Furtsch Annette Rogers Wilhelmina von Bremen USA Estados Unidos | Mary Frizzel Mildred Fizzell Lilian Palmer Hilda Strike CAN Canadá | Nellie Halstead Eileen Hiscock Gwendoline Porter Violet Webb GBR Grã-Bretanha |
| Salto em altura detalhes     | Jean Shiley USA Estados Unidos                                                    | Babe Didrikson USA Estados Unidos                                  | Eva Dawes CAN Canadá                                                          |
| Lançamento de dardo detalhes | Babe Didrikson USA Estados Unidos                                                 | Ellen Braumüller GER Alemanha                                      | Tilly Fleischer GER Alemanha                                                  |
| Lançamento de disco detalhes | Lillian Copeland USA Estados Unidos                                               | Ruth Osborn USA Estados Unidos                                     | Jadwiga Wajsówna POL Polônia                                                  |

## Quadro de medalhas

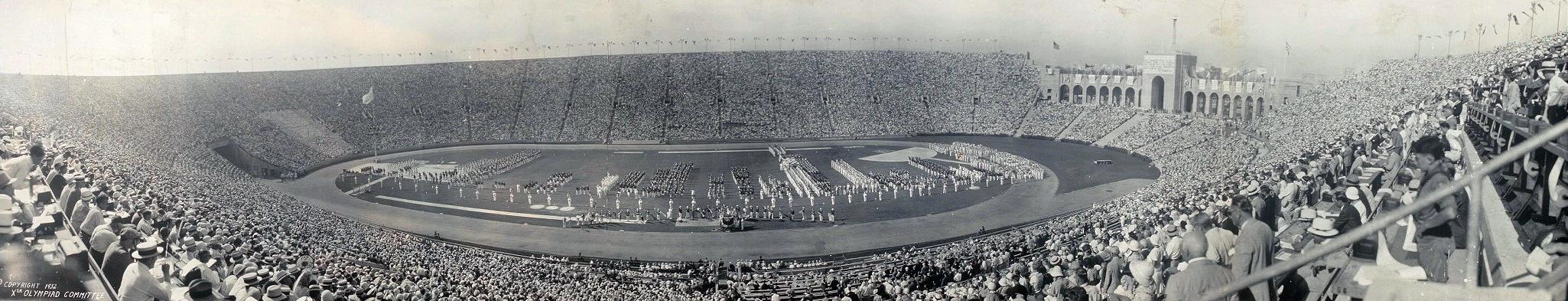
Geral do Los Angeles Memorial Coliseum onde foram disputadas as provas do atletismo.

| Ordem | País               | Medalha de ouro | Medalha de prata | Medalha de bronze |    |
| ----- | ------------------ | --------------- | ---------------- | ----------------- | -- |
| 1     | USA Estados Unidos | 16              | 13               | 6                 | 35 |
| 2     | FIN Finlândia      | 3               | 4                | 4                 | 11 |
| 3     | GBR Grã-Bretanha   | 2               | 4                | 2                 | 8  |
| 4     | POL Polônia        | 2               |                  | 1                 | 3  |
| 5     | IRL Irlanda        | 2               |                  |                   | 2  |
| 6     | CAN Canadá         | 1               | 3                | 5                 | 9  |
| 7     | JPN Japão          | 1               | 1                | 2                 | 4  |
| 8     | ITA Itália         | 1               |                  | 2                 | 3  |
| 9     | ARG Argentina      | 1               |                  |                   | 1  |
| 10    | GER Alemanha       |                 | 2                | 3                 | 5  |
| 11    | LAT Letônia        |                 | 1                |                   | 1  |
| 11    | SWE Suécia         |                 | 1                |                   | 1  |
| 13    | RSA África do Sul  |                 |                  | 1                 | 1  |
| 13    | TCH Checoslováquia |                 |                  | 1                 | 1  |
| 13    | PHI Filipinas      |                 |                  | 1                 | 1  |
| 13    | FRA França         |                 |                  | 1                 | 1  |
| TOTAL | TOTAL              | 29              | 29               | 29                | 87 |